# Vida Brodar
Vida Brodar (r. Semenič), slovenska biologinja in antropologinja, * 15. julij 1925, Maribor, † 24. april 2014, Ljubljana.

## Življenje in delo
Na ljubljanski Prirodoslovno matematični fakulteti je 1954 diplomirala iz biologije in 1975 na Biotehniški fakulteti doktorirala. Leta 1975 se je kot znanstvena sodelavka zaposlila na Inštitutu za biologijo ljubljanske univerze. Raziskovala je biologijo, psihologijo in patologijo dvojčkov, variabilnost in dednost morfoloških znakov pri človeku. Leta 1980 je pričela sodelovati pri raziskavi telesnega razvoja otrok in mladine od 6. do 20. leta starosti. Objavila je več znanstvenoraziskovalnih poročil. 